# Jay Manuel
Jay Manuel (Springfield, Illinois, Estados Unidos; 14 de agosto de 1972) es un maquillador, fotógrafo de modas y modelo canadiense. Es reconocido por su trabajo como director de fotografía en el popular reality show estadounidense, America's Next Top Model. Manuel también fue jurado y presentador de la versión canadiense de ese programa Canada's Next Top Model.
Jay aparece de vez en cuando en el programa Fashion Police de E! junto a su amigo Jay Alexander, quien también participa en America's Next Top Model. Este programa suele ser transmitido luego de grandes eventos, como los premios Grammy, los premios Óscar, los Globo de Oro y los premios Emmy, entre otros. Manuel también conduce su propio show Style her famous.
En septiembre de 2006, Jay presentó su propia línea de maquillaje, Manuel Override. Jay es el maquillador personal de la famosa supermodelo Tyra Banks.
En el programa America's Next Top Model, Manuel es conocido como «Mister Jay». Jay Manuel es abiertamente homosexual y un activista a favor de los derechos de los homosexuales.

## Apariciones en TV
- Jurado en America's next top model.
- Jurado y conductor de Canada's next top model (basado en America's next top model).
- Conduce su propio programa, Style her famous.
- Jurado en Miss Universo 2017